# نیکداری تولید

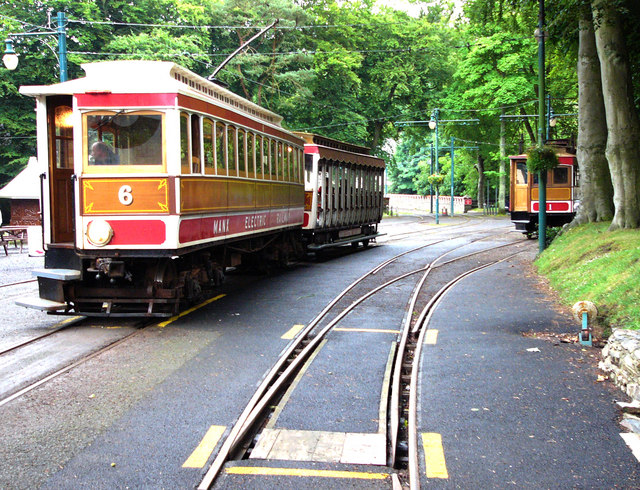
نمونه‌ای از نیکداری تولید را می‌توان در راه‌آهن برقی مانکس واقع‌ در جزیره من مشاهده‌نمود. این مجموعه هنوز با ترامواها و تریلرهای اصلی خود کار می‌کند و همگی بیش از صد سال قدمت‌دارند و مرتبط با ۱۹۰۶ م هستند.

نیکداری تولید یا مواظبت از تبعات محصولات (به انگلیسی: Product Stewardship) مجموعه اقداماتی است که باید انجام شود تا از جلوگیری از تبعات منفی زیست‌محیطی، بهداشتی و ایمنی مربوط به یک محصول خاص تا آخر چرخه عمر آن اطمینان حاصل شود. به بیان دیگر مجموعه اقداماتی که افراد مرتبط با یک محصول باید در نظر بگیرند تا محصول توزیع شده در بازار در چرخه عمر طبیعی خود به سلامت انسان و محیطزیست آسیب نمی‌زند مواظبت از تبعات محصولات مربوط به آن تولید خواهد بود. در این زمینه کلیه افراد و نهادهایی که به نوعی با محصول مورد نظر در تماس هستند ملزم می‌شوند تا مسئولیت پذیری کافی در قبال تبعات سلامتی و زیست‌محیطی آن داشته باشند. رهیافت نیکداری محصولات علاوه بر ارتباط نزدیک با مطالعات زیست‌محیطی، بخش مهمی از اقتصاد دورانی است.

## اقدامات مربوط به نیکداری تولید
- تولیدکنندگان

اقدامات مربوط به نیکداری تولید برای تولیدکنندگان شامل برنامه‌ریزی و در صورت نیاز، پرداخت عوارض برای بازیافت یا دفع صحیح محصول در انتهای طول عمر آن می‌شود. این مهم می‌تواند با بازطراحی خط تولید صورت گیرد به طوری که مواد مضر کمتری در تولد محصول به کار رود، یا دوام محصول بالاتر رود یا محصول دوباره یا چندباره قابل استفاده شود یا محصولات اساساً از مواد بازیافتی ساخته شود.
- توزیع کنندگان و مصرف‌کنندگان

این اقدامات برای وارد کنندگان، توزیع کنندگان، خرده‌فروش‌ها و مصرف‌کنندگان شامل ایفای نقش فعالانه برای دفع صحیح و در صورت امکان بازیافت محصولات می‌شود.

## مسئولیت بیشتر تولید کننده
سرپرستی محصول اغلب به جای مسئولیت تولیدکننده گسترده، مفهومی مشابه، استفاده می شود. با این حال، همانطور که توسط معنایی اصطلاحات مختلف مورد استفاده پیشنهاد می شود، تفاوت های مشخصی بین این دو وجود دارد. در حالی که هر دو مفهوم مسئولیت مدیریت ضایعات برای محصولات پایان عمر را از دولت به تولیدکنندگان می‌آورد، مدیریت محصول این مسئولیت را بیشتر به همه افراد درگیر در چرخه عمر محصول نه تنها تولیدکنندگان، بلکه خرده‌فروشان، مصرف‌کنندگان نیز گسترش می‌دهد.